# Simon Duiker
Simon Liekele Eeltje Duiker (Amszterdam, Hollandia 1874. április 16. – Amszterdam, 1941. március 16.) holland festő. A Nemzeti Akadémián tanult, Amszterdamban élt és alkotott. Beltéri képeket és életképeket festett, képei a középosztály életét jelenítették meg, általában otthon dolgozó nőket és férfiakat.
Duikerre nagy hatással volt a 17. században élt Jan Vermeer van Delft. Duiker, Jacques Snoeck és Gijbertus Jan Sijhoff társaságában a legnagyobb beltéri képeket festő holland művészek közé tartozik. Képei ma a Holland Nemzeti Gyűjteményben (Rijkscollectie) találhatók.

## Néhány képe
- Öreg hölgy szobabelsővel, 30 × 24 cm (1907)[2]
- Üveg liliommal[3]
- Freja az arborétumban[4]
- Négy történet[5]